# José Besprosvany
José Besprosvany es un coreógrafo, director de teatro, productor y profesor. Nacido en 1959 en México, es mexicano de segunda generación, sus abuelos judíos rusos emigraron a su país natal en la década de los 1920s. En 1978, viajó de México para estudiar en Francia y encontrar mejores oportunidades para su desarrollo en el campo de las artes. Posteriormente se trasladó a Bélgica, donde vive desde hace más de 40 años. Desde principios de la década de los 1980, ha sido uno de los reformadores de la danza contemporánea belga francófona, junto con particularmente la Compañía Mossoux-Bonté, Pierre Droulers, Michèle Noiret y Michèle-Anne de Mey.
En la École Jacques Lecoq de París, José Besprosvany estudió teatro (mímica, movimiento, actuación y juego de máscaras). Durante sus estudios como bailarín en la escuela Mudra, fundada por Maurice Béjart, conoció al músico y profesor Fernand Schirren, quien le enseñó que la respiración y los latidos del corazón son la base de cada palabra y gesto, y cómo la unión de estos dos da como resultado el ritmo. Graduado de Mudra, bailó con el Ballet del siglo XX de Maurice Béjart durante dos años.
En 1986, José Besprosvany fundó su propia compañía que le proporciona un soporte para su constante investigación con enfoque a encontrar nuevos modos de expresión, y desde entonces ha producido un repertorio potente y variado. Sus creaciones iniciales, de estilo minimalista, fueron seguidas de una serie de producciones que cuestionaban la relación entre los lenguajes moderno y clásico. Después de esto, José exploró las relaciones entre narrativa y danza.
A finales de la década de 1990, José Besprosvany reexaminó su obra, que juzgó demasiado conformista y acorde con las formas oficiales del arte contemporáneo, y comenzó a abordar las artes escénicas desde un ángulo diferente, que sigue desarrollando hasta el día de hoy, revelando un marcado interés en las artes escénicas no occidentales, con un enfoque en la relación entre el norte y el sur. En los últimos años, su trabajo ha incorporado frecuentemente títeres. El trabajo de Besprosvany muestra también interés en versiones actualizadas de los textos clásicos, afirmando que sus temas siguen siendo relevantes hoy en día, y ha realizado varias versiones de la tragedia de Prometeo; sus Edipo y Antígona incluyen referencias a temas sociales actuales.
Paralelamente a su pasión por la danza, José Besprosvany se interesa en la dirección tanto del teatro como del cine.
Cuenta, entre sus numerosos premios y distinciones: Il Coreografo Electronico (Italia) y el Bert Leysen Prijs (Bélgica), así como el Premio Especial del Jurado en Danscreen (Alemania) por el video de danza Andrès (1993), el Premio al Mejor Espectáculo del año de la comunidad francófona de Bélgica por La Princesse de Babylone (2004), y Premio del Espectador y Premio a las Nuevas Formas de Arte en el Festival Rainbow (Rusia) por A propos de Butterfly (2007).

## Obras escénicas
- 1984 : Momentum, en Bruselas
- 1986 : Evento, en Amberes
- 1988 : Tempéraments, en Lovaina
- 1989 : Von heute auf morgen, en Ámsterdam
- 1990 : Apollon, la nuit, en el Atelier Sainte-Anne; Cabo de Buena Esperanza, por el Ballet Royal de Wallonie
- 1992 : Dido y Eneas — Medeamaterial, La Monnaie; Retours, en el Atelier Sainte-Anne
- 1993 : Cuarteto, en el Atelier Sainte-Anne; Ixtazihuatl, en Charleroi
- 1994 : Prométhée, en el Atelier Sainte-Anne
- 1995 : Hombre alado, en Namur
- 1996 : Lara; Elles; Les Indifférents
- 1999 : Dos y dos; Belle à mourir
- 2002 : Tríptico
- 2003 : La Princesse de Babylone en el Teatro Nacional
- 2004 : À propos de Butterfly
- 2006 : 9
- 2007 : La Belle au bois de Dandaka
- 2009 : Inventions
- 2010 : Prométhée enchaîné
- 2011 : Dobles
- 2013 : Oedipe
- 2015 : Espejo
- 2017 : Antigone
- 2018 : Petrouchka / L'Oiseau de feu

## Cine
Besprosvany ha dirigido los siguientes trabajos cinematográficos que han sido mostrados en festivales internacionales:
- 1992 : Andrès
- 2004 : Le Dessin

## Festival Cervantino
En la edición 42 del Festival Cervantino, presentó su versión de la coreografía de la tragedia griega Oedipe (Edipo rey), de Olivier Kemeid en el teatro principal del evento. Esta versión fue una interpretación del clásico griego incorporando elementos actuales que permitieran llevar el mensaje de la condición humana a un contexto moderno. Fue coproducida junto con el Theatre Royal du Parc y el Theatre d’Ivry Antoine Vitez. La coreografía fue interpretada por cinco actores y cinco bailarines con música producida por Koenraad Ecker y vídeo producido por Yannick Jacquet.